# Robert Paparemborde
Robert Paparemborde (conocido como Patou ), nacido 5 de juillet de 1948 en Ance (Pirineos Atlánticos) y fallecido 18 de avril de 2001 en París a causa de un cáncer de páncreas, fue un jugador y entrenador de rugby francés.
Fue un pilar derecho atípico, rápido y hábil con el balón, con una estatura de 1,82 metros. Paparemborde fue uno de los jugadores emblemáticos de la Section Paloise, y en menor medida del Racing Club de France.
Paparemborde fue pastor en el Valle de Ossau, cinturón negro de judo y campeón de Francia en la categoría cadetes en 1964, internacional franés de balonmano junior en 1967 y se convirtió en una leyenda del rugby francés al ser elegido como el mejor pilar del mundo en la década de 1970. También desempeñó papeles importantes en el rugby francés como vicepresidente de la FFR y gerente general de los equipos nacionales.
Después de 17 temporadas con su amado club, la Section Paloise, se unió al Racing Club de France, donde ocupó un puesto en relaciones públicas con la marca Banania y la promesa de muchos regresos a Béarn.
"No podía resistir a los argumentos presentados por Banania", declaró Patou, quien firmó un contrato similar al de Jean-Pierre Rives con Pernod.
Posteriormente, Paparemborde ayudó al Racing a ascender a la primera división en lo que sería su última temporada como jugador en 1984. Luego, lideró al club a ganar el título de campeón de Francia en 1990 como entrenador.

## Biografía
Nacido en el Valle de Baretous, fue educado en Laruns. Fue en la escuela secundaria donde recibió el apodo de Patou, en referencia al Patou de los Pirineos. De hecho, se destacó rápidamente por su físico, ya que tenía un cuerpo de atleta, y su paso tranquilo y suave, sin maldad alguna, siempre defendiendo al más débil porque imponía respeto.
Comenzó su carrera en el atletismo (jabalina y relevo 4 × 100 m), judo (donde se convirtió en campeón de Francia cadete en 1964) y balonmano (internacional junior en 1967). Luego, a los 18 años, jugó como tercera línea junior en la Section Paloise y en el equipo del Lycée Louis-Barthou de Pau. A los 20 años, tenía la habilidad y velocidad suficientes para jugar como centro y ala en el Section Paloise antes de establecerse definitivamente en la posición de pilar derecho al año siguiente (aunque ocasionalmente también jugó como pilar izquierdo, frente a Nueva Zelanda en 1979).
Robert Paparemborde es una figura icónica de la Section Paloise, el club con el que jugó durante 17 temporadas y llegó a la selección nacional de rugby union de Francia. Al final de su carrera, se unió al Racing Club de France, ayudando al equipo a ascender a la primera división en su última temporada como jugador en 1984.
Paparemborde tuvo una larga carrera internacional con el  XV de Francia de 1975 a 1983, donde fue el inamovible pilar derecho, logrando con el gallo en el pecho tres victorias en el Torneo de las Cinco Naciones  (1977, 1981 y 1983), incluyendo dos Grand Slam, y siendo parte del primer equipo francés en vencer a los All Blacks en Nueva Zelanda en 1979.
Junto a su amigo Jean-Pierre Rives, Paparemborde fue uno de los fundadores de los Barbarians franceses, un equipo de rugby emblemático. También desempeñó el papel de capitán en algunos de los partidos de los Barbarians. Su contribución al rugby no se limitó solo a su carrera como jugador; también incursionó en el entrenamiento y la administración de equipos.
También es entrenador y luego presidente del Racing Club de France, club al que condujo al título de campeón de Francia en 1990 (como director técnico) y a la final en 1987 (como entrenador).
Fue miembro del comité directivo de la FFR de 1980 a 1984 y candidato fracasado a la presidencia en 1991 . Vicepresidente de la FFR y director general de los equipos franceses tras la llegada de Bernard Lapasset a la presidencia a finales de 1991, Paparemborde llegó un año después porque él mismo había querido despedir al entrenador del XV de Francia, Pierre Berbizier, después de la derrota en Nantes contra Argentina.
También es uno de los accionistas de la publicación mensual Rugby Drop International y director de relaciones públicas de Banania .
Fuera del rugby, Patou Paparemborde tuvo un papel importante en el ciclismo, especialmente en el Tour de Francia. Como representante de Banania, un patrocinador del maillot jaune en el Tour, estuvo involucrado en la caravana publicitaria y contribuyó a la creación del concepto del "village départ", donde se ofrecían desayunos a los ciclistas con chocolate caliente. Además, influyó en la elección de rutas del Tour de Francia, incluyendo la inclusión de Laruns, su ciudad natal, en el recorrido en 1985.
El legado de Robert Paparemborde se mantiene vivo a través de diversos homenajes, como la denominación de un estadio de rugby en Laruns con su nombre, la apertura de un colegio con su nombre en Colombes y la designación de un espacio en París como Espace Paparemborde. También fue una figura influyente en el rugby francés y un apasionado defensor de la relación entre el rugby y el ciclismo, que dejó una huella duradera en la comunidad deportiva.

## Carrera

### Enseñanza
- 1966 : Campeón escolar de Francia con los Coquelicots del instituto Louis-Barthou.

### en el servicio militar
- 1967 : vicecampeón del ejército francés con ETAP de Pau (contra Alain Estève entre otros).

### En un club
- 1966 - 1983 : Section Paloise
- 1983 - 1984 : Racing Club de France

### en el equipo nacional
Robert Paparemborde inició su carrera internacional el 21 de junio de 1975, enfrentando a Sudáfrica en un partido que perdió el equipo francés por 38 a 25. A lo largo de su carrera, fue seleccionado en 54 ocasiones para representar a los Bleus, donde logró marcar siete ensayos, una cifra que durante mucho tiempo ostentó el récord mundial para un pilar.
Durante su destacada trayectoria, Paparemborde logró importantes triunfos con el equipo nacional. Ganó el Torneo de las Cinco Naciones en tres ocasiones, en los años 1977, 1981 y 1983, incluyendo dos Grand Slams en 1977 y 1981.
Uno de los momentos más memorables de su carrera fue el 14 de julio de 1979, cuando formó parte del XV de Francia que logró su primera victoria histórica en Nueva Zelanda, derrotando al equipo local en Auckland con un marcador de 24 a 19.
Además de sus éxitos en el rugby, Paparemborde también participó en otras competiciones internacionales, como los Juegos Mediterráneos de 1979. También formó parte de las giras de la selección francesa a países como Sudáfrica en 1975 y 1980, Estados Unidos en 1976, Argentina en 1977, Nueva Zelanda en 1979 y Australia en 1981. Su destacado desempeño en estos torneos y giras contribuyó a consolidar su reputación como uno de los mejores pilares del mundo en su época.

## Premios

### En un club
Semifinalista del campeonato de Francia en 1974 .

### En el equipo nacional
- 54 selecciones[8]
- Ganador del Torneo de las Cinco Naciones en 1977, 1981 y 1983.
- Grand Slams en 1977 y 1981.
- Ganador de los Juegos del Mediterráneo en 1979.

## Homenajes
Cuando falleció, numerosas personalidades del rugby y de la política le rindieron homenaje.